# Mustafa Hilmi Hadžiomerović
Mustafa Hilmi-efendija (Hadži)Omerović (1816 Kulen Vakuf, osmanská říše – 10. února 1895 Sarajevo, Bosna a Hercegovina) byl sarajevský muftí a reisu-l-ulema Islámského společenství v Bosně a Hercegovině.

## Životopis
Pocházel ze starobylé rodiny Omićů z Bosenské krajiny, která často střídala příjmení (ta se v Bosně a Hercegovině ustálila za rakousko-uherské okupace po roce 1878). Sám používal příjmení Omerović, nejčastěji s přídomkem hadži, odkazujícím na vykonanou náboženskou pouť jeho otce Omera do Mekky.
Mekteb, nižší islámskou školu, navštěvoval v rodném městě. Krátce se vzdělával medrese, vyšší islámské škole, v Prijedoru, pak navštěvoval Gazi Husrev-begův hanikah v Sarajevu. Jeho učitelem byl vzdělanec Mehmed-efendija Kučuk (Küçük), navštěvoval též přednášky sarajevského muftího Muhameda Šakir-efendiji Muidoviće a Muhamed-efendiji Telalagiće. Roku 1837 se vypravil za studiem do Istanbulu. Po patnácti letech se rozhodl vrátit do vlasti. Na cestě do Bosny mu bylo nabídnuto místo učitele, muderrise, v medrese ve městě (Bosanski) Novi, ale nakonec dal přednost jiné nabídce, vykonávat stejné povolání v sarajevské Gazi Husrev-begově medrese (1853–1888). Do toho obsadil post imáma v Arebi-Atik mešitě. Někdy na přelomu let 1855 a 1856 byl jmenován sarajevským muftím (nominálně jím zůstal do 1893).
Roku 1882 byl rakousko-uherskými okupačními úřady vybrán za prvního reisu-l-ulemu Islámského společenství v Bosně a Hercegovině. Na tomto postu setrval do roku 1893, kdy ze zdravotních důvodů rezignoval. Jeho místo zaujal Mehmed Teufik-efendija Azabagić. Při návštěvě muslimského advokáta Jusuf-bega Filipoviće v Sarajevu 8. února 1895 upadl do bezvědomí a o dva dny později zemřel. Pohřeb se uskutečnil hned 11. února, přičemž zádušní mše za nebožtíka proběhla v Gazi Husrev-begově mešitě.
Duchovní byl nositelem řady vyznamenání, roku 1887 např. obdržel řád Františka Josefa I. třídy, velkokříž – velkostuha.
Omerović přivedl na svět osm dětí, z toho tři syny. Jeho starší syn Mehmed Refik-efendija Muftić (1854–1916) byl hlavním mudarrisem v Gazi Husrev-begově medrese (1888–1916) a nejmladší syn Salim-efendija Muftić (1876–1938) zastával úřad sarajevského muftího (1914–1930) a předsedy Ulema-medžlisu v Sarajevu Islámského společenství (1930–1936). Prostřední syn Omer, zemský úředník, si vzal za manželku Rafiju, dceru Mehmeda Teufik-efendiji Azabagiće.